# ترابط (نظرية البيان)

يصبح هذا البيان غير مترابط عند إزالة العقدة الموجودة في أقصى اليمين في المنطقة الرمادية على اليسار

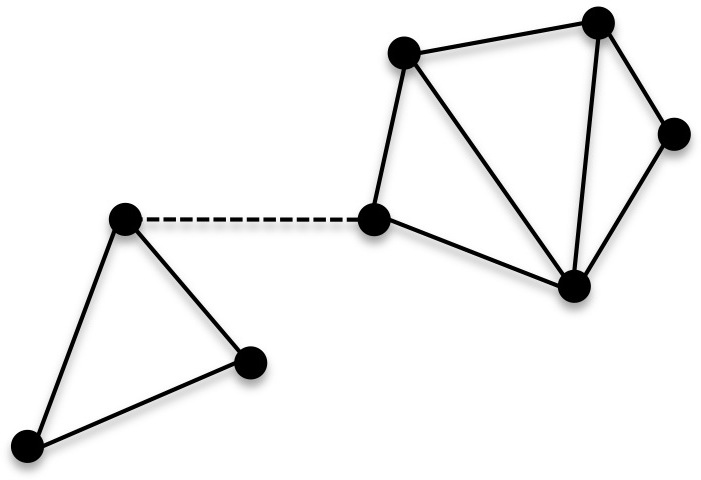
يصبح هذا البيان غير مترابط عند إزالة الوصلة المتقطعة.

في الرياضيات وعلوم الحاسوب، يعد الترابط أحد المفاهيم الأساسية لنظرية البيان: فهو يتطلب الحد الأدنى للعناصر (العقد أو الوصلات) التي يجب إزالتها لفصل العقد المتبقية إلى بيانين جزئيين معزولين أو أكثر. وهي مرتبطة ارتباطًا وثيقًا بنظرية مسائل تدفق الشبكة. إن ترابط البيان يعد مقياسًا مهمًا لمرونتيه بصفته شبكة.